# Miguel Ángel Martín Perdiguero
Miguel Ángel Martín Perdiguero (San Sebastián de los Reyes, 14 de octubre de 1972) es un exciclista y político español. Fue vicealcalde de su municipio natal desde 2019 hasta 2023.

## Biografía
Tras darse a conocer a edad temprana en el Equipo Ciclista Seguros Soliss, debutó como profesional en 1997 en las filas del equipo Kelme, retirándose al finalizar el año 2006 en el equipo Phonak. Era un corredor especializado en carreras de un día o etapas de grandes vueltas, combativo y con buena punta de velocidad, lo que le permitía imponerse en pelotones o grupos pequeños. 
Era el líder de la banda de La Covatilla, un grupo de ciclistas profesionales españoles que compartían amistad y entrenamientos.
Tras su retirada del ciclismo profesional, se dedicó a la política, siendo concejal de deportes del PP y desde 2014 portavoz del Grupo Municipal de Ciudadanos (Cs) de San Sebastián de los Reyes, miembro del Consejo Nacional de Ciudadanos y coordinador de Organización de Ciudadanos en el Comité Territorial de la Zona Norte de Madrid.
Hasta el 17 de junio de 2023, formó parte del Gobierno de San Sebastián de los Reyes siendo vicealcalde en el Ayuntamiento, cargo al que accedió en junio de 2019, ocupando también distintos cargos de responsabilidad, entre ellos el de concejal secretario de la Junta de Gobierno Local. Representa a San Sebastián de los Reyes en la Mancomunidad de Municipios del Noroeste para la Gestión de Tratamiento de Residuos Urbanos ocupando el cargo de vicepresidente. [actualizar]
En abril de 2015, siendo él concejal de deportes, el ayuntamiento recibió el Sello de Excelencia Europea EFQM 200+ otorgado por el Club de Excelencia en Gestión (CEG) y Bureau Veritas.
En 2010 participó en el programa de televisión Supervivientes: Perdidos en Nicaragua.

## Palmarés
| 1998 - 1 etapa del G. P. Mitsubishi 1999 - 1 etapa de la Vuelta a Burgos - Clásica de los Puertos 2000 - G. P. Miguel Induráin - Vuelta a La Rioja, más 1 etapa - G. P. Llodio 2001 - 1 etapa de la Clásica de Alcobendas - 1 etapa de la Vuelta a Asturias 2002 - 1 etapa de la Setmana Catalana - 1 etapa de la Vuelta a Asturias - 1 etapa de la Euskal Bizikleta - 3.º en el Campeonato de España en Ruta | 2003 - 1 etapa de la Vuelta a la Comunidad Valenciana - Trofeo Pantalica - 1 etapa de la Vuelta a Castilla y León 2004 - 1 etapa de la Vuelta a Asturias - 2 etapas de la Euskal Bizikleta - Volta a Cataluña, más 3 etapas - Clásica de San Sebastián |

## Resultados en Grandes Vueltas y Campeonatos del Mundo
| Carrera         | Carrera         | 1997 | 1998  | 1999 | 2000 | 2001 | 2002 | 2003 | 2004 | 2005 | 2006 |
| --------------- | --------------- | ---- | ----- | ---- | ---- | ---- | ---- | ---- | ---- | ---- | ---- |
|                 | Giro de Italia  | —    | F. c. | 73.º | 37.º | —    | —    | —    | —    | —    | —    |
|                 | Tour de Francia | —    | —     | —    | —    | —    | —    | —    | —    | —    | Ab.  |
|                 | Vuelta a España | —    | —     | 61.º | —    | Ab.  | 42.º | 36.º | Ab.  | Ab.  | Ab.  |
| Mundial en Ruta | Mundial en Ruta | —    | —     | 28.º | 37.º | —    | —    | —    | —    | 47.º | —    |

—: no participa
Ab.: abandono
F. c.: fuera de control